# World of Illusion
World of Illusion Starring Mickey Mouse and Donald Duck (japanisch: アイラブ ミッキー＆ドナルド ふしぎなマジックボックス I Love Mickey & Donald: Fushigi na Magic Box) ist ein Jump ’n’ Run von Sega für das Mega Drive. Das Spiel erschien im Dezember 1992 und ist Teil von Segas Illusion-Spielereihe, basierend auf der Comicfigur Micky Maus. Es gehörte zur Spieleauswahl der Retrokonsole Sega Mega Drive Mini.

## Handlung
Micky Maus und Donald Duck entdecken bei den Vorbereitungen auf eine Zaubershow eine magische Box. Wie es sich herausstellt, gehört diese einem bösen Magier, der Micky und Donald in eine magische Welt versetzt. Die beiden müssen zusammenarbeiten, um in den Besitz von fünf Zaubern zu gelangen und damit wieder den Weg nach Hause zu finden.

## Spielprinzip
Der Spieler kann alleine wahlweise als Micky Maus oder Donald Duck spielen, im Koop-Modus übernimmt jeder eine Figur. Micky und Donald können laufen oder mit einem magischen Umhang Gegner attackieren. Besiegte Gegner verwandeln sich in positiv konnotierte Zauberutensilien wie Tauben, Spielkarten oder, je nach Gegnertyp, andere harmlose Dinge. Der Spielverlauf verändert sich je nach gewählter Spielfigur erkennbar. Beispielsweise kann sich Micky durch bestimmte enge Spalten hindurchquetschen, wo Donald einen anderen Weg finden muss, der ihn in ganz andere Levelbereiche führt.
World of Illusion besteht aus fünf thematischen Szenarien namens Enchanted Forest, Among the Clouds, Underwater Adventure, The Library und The Magic Box. Je nach gewählter Spielfigur und ob man allein oder zu zweit spielt, gibt es im Spiel einen abweichenden Levelverlauf. Am Ende jedes Szenarios wartet ein Endgegner, der einen neuen Zauberspruch für die Spielfigur bewacht, z. B. das Heraufbeschwören eines fliegenden Teppichs oder einer Luftblase für die Fortbewegung unter Wasser. Mit diesem Zauber können Micky und Donald ins nächste Szenario gelangen.
Im Zweispieler-Modus können sich die Figuren auf die Schulter des jeweils anderen stellen und sich mit Seilen gegenseitig Hilfestellungen geben. Micky kann außerdem Donald durch zu enge Spalten ziehen, in denen er sonst mit seinem Bürzel hängen bleiben würde.

## Entwicklung
World of Illusion folgte auf die Spiele Castle of Illusion und Quackshot.
Die Musikuntermalung, das Artwork und die Animation zeigen Einflüsse von Disney-Trickfilmen wie Schneewittchen und die sieben Zwerge, Pinocchio, Fantasia, Dornröschen und Arielle, die Meerjungfrau. Einige Vorbilder wurden direkt übernommen, wie die Spielkarten-Soldaten aus Disneys Filmadaptation von Alice im Wunderland, Madame Mim aus Die Hexe und der Zauberer oder Kater Karlo.
Auf der Retrokonsole Sega Mega Drive Mini gehörte World of Illusion zusammen mit dem Vorgänger Castle of Illusion zu den 42 vorinstallierten Titeln.

## Rezeption
Das Spiel erhielt zumeist gute Bewertungen.

„Obwohl die Obergegner leicht zu besiegen sind, gehört World of Illusion für mich zu den besten Mega-Drive-Spielen, da grafische Präsentation und spielerische Gags für alle alten und jungen Fans beeindruckend sind.“

„World of Illusion quillt geradezu über vor neuen Ideen und wäre auch ohne zwei-Spieler-Modus und getrennte Level für Mickey und Donald konkurrenzlos gut. […] Mit all diesen zusätzlichen Gimmicks platziert sich der Überflieger mit Sonic 2 zusammen auf dem Thron der Hüpf- und Springspiele.“